# Filep László
Filep László (Császló, 1941. december 6. – Budapest, 2004. november 19.) a Nyíregyházi Főiskola tanára, neves matematikatörténész.

## Életpályája
Egy Szabolcs-Szatmár Bereg vármegyében található kis faluban született. Apja református lelkész, édesanyja háztartásbeli volt. Az egytantermes falusi iskolából indulva a mátészalkai gimnáziumban folytatta tanulmányait, majd 1964-ben diplomázott a Debreceni Egyetem matematika és fizika szakán. Előbb középiskolai tanárként, 1973-tól pedig a Nyíregyházi Főiskola professzoraként helyezkedett el.
Számos cikket publikált mind magyar, mind pedig külföldi szaklapokban. Előbbiek közül megemlítendő Természet Világa, ahol gyakorta előfordultak írásai, mivel a matematika népszerűsítését szívügyének tekintette. Több külföldi egyetemen is vendégelőadóként szerepelt,
Nagy figyelmet fordított a magyar matematikusok életére, többek között Dávid Lajos, Farkas Gyula, Riesz Marcell, Riesz Frigyes és Pál Gyula matematikusok életével és munkásságával is sokat foglalkozott.
2004. november 19-én tragikus hirtelenséggel a katedrán, előadás közben érte a halál.

## Kutatási eredményei
Filep László kutatásai két témakörrel foglalkoztak elsősorban: a fuzzy algebrával és a matematikatörténettel. Ő volt az, aki a legapróbb részletekig feltárta G. B. Halsted texasi professzornak a Bolyai-féle nemeuklideszi geometria terjesztésében kifejtett erőfeszítéseit. A fuzzy algebra témakörének kutatását Maurer I. Gyulával közösen végezte, és eredményeiket rendszeresen publikálták több tudományos folyóiratban is.
Fontosnak tartotta és aktívan részt vállalt a felsőoktatás minőségmenedzsmentjében, de számos civil szervezet is tagjai közt tudhatja. Élete végén a Bolyai János Alapítvány kuratóriumának vezetője, de emellett tagja volt a ICHM: International Commission on History of Mathematics-nak és az MTA Komplex Tudománytörténeti Bizottságának is.
Erdős-száma: 4

## Könyvei
- A tudományok királynője[3]
- A matematika fejlődése
- Játékelmélet[4]
- A számírás története[5]

## További informéciók
- História – Tudósnaptár